# Europese kampioenschappen bowling 1981
De Europese kampioenschappen bowling 1981 waren door de FIQ-EZ georganiseerde kampioenschappen voor bowlers. De zevende Europese kampioenschappen vonden plaats in het West-Duitse Frankfurt am Main van 19 tot en met 27 juni 1981.

## Resultaten

### Heren
|               | Goud                                                                              | Zilver                                                                                            | Brons                                                                                 |
| ------------- | --------------------------------------------------------------------------------- | ------------------------------------------------------------------------------------------------- | ------------------------------------------------------------------------------------- |
| All Event     | Ernst Berndt                                                                      | Philippe Dubois                                                                                   | Michael Kloster                                                                       |
| Masters       | Arne Svein Ström                                                                  | Heinrich König                                                                                    | Manfred Clemens                                                                       |
| Singles       | Enrico Maddaloni                                                                  | Michael Kloster                                                                                   | Patrick Rolland                                                                       |
| Doubles       | Jukka Tuominen Pekka Lundström                                                    | Philippe Dubois Patrick Rolland                                                                   | Ronald Chandra Eric Kok                                                               |
| Trios         | Ronald Chandra Eric Kok René Warmerdam                                            | Philippe Dubois Patrick Rolland Maurice Lessourd                                                  | Enrico Maddaloni Bartolomeo Caffaratti Enrico Maddaloni                               |
| Teams of five | Heinrich König Manfred Clemens Dale Robinson Bernd Kornak Georg Winter Utz Dehler | Philippe Dubois Patrick Rolland Maurice Lessourd Franck Larrue Bernard Pujol Jean-Claude Benichov | Göran Grape Ralph Holst Tony Rosenquist Christer Nilsson Mats Karlsson Magnus Johnson |

### Dames
|               | Goud                                                                                    | Zilver                                                                                  | Brons                                                                                         |
| ------------- | --------------------------------------------------------------------------------------- | --------------------------------------------------------------------------------------- | --------------------------------------------------------------------------------------------- |
| All Event     | Yvonne Berndt                                                                           | Jacqueline Coudère                                                                      | Nora Haveneers                                                                                |
| Masters       | Yvonne Berndt                                                                           | Jette Hansen                                                                            | Hanni Hoplitschek                                                                             |
| Singles       | Ingrid Andersell                                                                        | Airi Leppälä Daniell Noyon                                                              | Airi Leppälä Daniell Noyon                                                                    |
| Doubles       | Jacqueline Coudère Nora Haveneers                                                       | Jette Hansen Lone Klitgaard                                                             | Gertrud Bauer Birgitte Lemin                                                                  |
| Trios         | Jacqueline Coudère Nora Haveneers Tina Drees                                            | Hanni Hoplitschek Birgitte Lemin Gisela Lins                                            | Jette Hansen Lone Klitgaard Birgitte Lund                                                     |
| Teams of five | Pauline Van Beekhof Babs Prinssen Farida Israel Anja Bisschops Irene Gronert Adri Bojoh | Jacqueline Coudère Nora Haveneers Tina Dress Maria Jansen Solange Devillers Nicole Maes | Hanni Hoplitschek Birgitte Lemin Gisela Lins Gertrud Bauer Anne-Dorte Häfker Christel Heusler |